# Bornmuellera cappadocica
Bornmuellera cappadocica là một loài thực vật có hoa trong họ Cải. Loài này được (Willd.) Cullen & T.R.Dudley mô tả khoa học đầu tiên năm 1965.